# 中峰镇 (雅安市)
中峰镇，原为中峰乡，是中华人民共和国四川省雅安市名山区下辖的一个乡镇级行政单位。2019年12月，撤乡设镇，以原中峰乡四岗村、大冲村、四包村、三江村、下坝村、甘溪村、河口村、秦场村、朱场村、海棠村所属行政区域为中峰镇的行政区域。原中峰乡桂花村、一颗印村所属行政区域划归百丈镇管辖。

## 行政区划
中峰镇下辖以下地区：
寺岗村、大冲村、桂花村、四包村、一颗印村、三江村、下坝村、甘溪村、河口村、秦场村、朱场村和海棠村。